# Gladstjärnen (Torrskogs socken, Dalsland)
Gladstjärnen är en sjö i Bengtsfors kommun i Dalsland och ingår i Göta älvs huvudavrinningsområde.